# Music-Hall

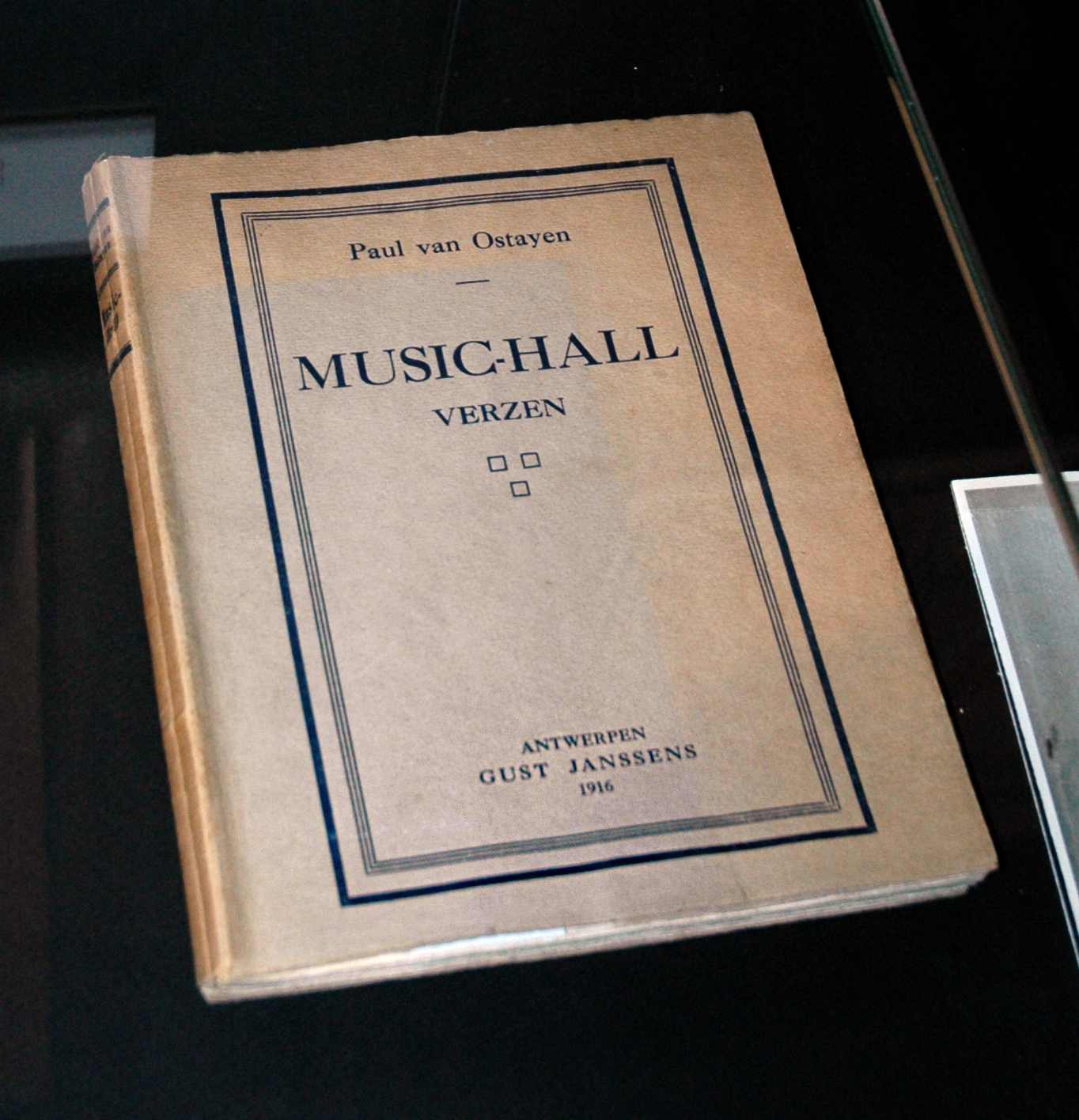
Editie uitgegeven door Gust Janssens in 1916, in de collectie van het Letterenhuis

Music-Hall is een impressionistische dichtbundel geschreven door de Vlaamse dichter en schrijver Paul van Ostaijen. Music-Hall verscheen in 1916 in eigen beheer, maar werd verzorgd door drukker-uitgever Gust Janssens. Het was Van Ostaijens debuutbundel. Ondanks enkele gelijkenissen met de toen dominante decadentistische poëzie, werd Music-Hall door de meeste critici onthaald als een heel ander soort poëzie. In het titelgedicht is invloed van het unanimisme van Jules Romains merkbaar.
Belangrijk is om de dichtbundel Music-Hall niet te verwarren met het vijfdelige gedicht Music Hall (met het populaire gedicht Boem paukeslag ) dat deel uitmaakt van de dichtbundel Bezette Stad van 1920. Van Ostaijen liet zich voor dit lange gedicht inspireren door de concert- en variétézaal 'Wintergarten' aan de Antwerpse Meir waar hij zijn vriend en cellist van het huisorkest Floris Jespers leerde kennen.